# Buddleja pichinchensis x bullata
Buddleja pichinchensis x bullata là một loài thực vật có hoa trong họ Huyền sâm. Loài này được mô tả khoa học đầu tiên.